# IC 2500
IC 2500 — галактика типу Sab (компактна витягнута галактика) у сузір'ї Малий Лев.
Цей об'єкт міститься в оригінальній редакції індексного каталогу.